# Нуатамбу
Нуатамбу (англ. Nuatambu) — исчезнувший остров, располагался в провинции Шуазёль (Соломоновы Острова). До затопления на Нуатамбу проживало 25 семей.
В 1962 году площадь острова составляла 30 080 квадратных метров. В 2014 году площадь оценивалась в 13 980 квадратных метров. Разница объясняется повышением уровня моря из-за изменения климата. Полное затопление острова произошло между декабрём 2016 года и февралём 2017 года.